# NXT Roadblock (2022)
NXT Roadblock (2022) – specjalny odcinek cotygodniowego programu NXT. Odbył się 8 marca 2022 w WWE Performance Center w Orlando w stanie Floryda. Emisja była przeprowadzana na żywo za pośrednictwem USA Network.
W odcinku odbyło się sześć walk. W walce wieczoru, Dolph Ziggler pokonał Brona Breakkera i Tommaso Ciampę i zdobył NXT Championship. W innych ważnych walkach, Grayson Waller pokonał LA Knighta w Last Man Standing matchu, oraz w walce o NXT Tag Team Championship, Imperium (Fabian Aichner i Marcel Barthel) vs. MSK (Nash Carter i Wes Lee) zakończyło się bez rezultatu po interwencji The Creed Brothers (Brutus Creed i Julius Creed).

## Produkcja i rywalizacje
NXT Roadblock oferowało walki profesjonalnego wrestlingu z udziałem wrestlerów należących do brandu NXT. Wyreżyserowane rywalizacje (storyline’y) były kreowane podczas cotygodniowych gal NXT. Wrestlerzy są przedstawieni jako heele (negatywni, źli zawodnicy i najczęściej wrogowie publiki) i face’owie (pozytywni, dobrzy i najczęściej ulubieńcy publiki), którzy rywalizują pomiędzy sobą w seriach walk mających budować napięcie. Kulminacją rywalizacji jest walka wrestlerska lub ich seria.

### Bron Breakker vs. Dolph Ziggler vs. Tommaso Ciampa
8 lutego na odcinku NXT, członek brandu Raw, Dolph Ziggler, pojawił się, by rozbić szczyt mistrzowski pomiędzy Santosem Escobarem a mistrzem NXT Bronem Breakkerem. Ziggler skonfrontował Breakkera z jego komentarzami na Twitterze i powiedział, że nigdy wcześniej nie posiadał mistrzostwa NXT. Segment zakończył się bójką Zigglera i Tommaso Ciampy przy ringu, pozostawiając Breakkera, który został zpowerbombowany na stół przez Legado Del Fantasma (Joaquin Wilde i Raul Mendoza). Na Vengeance Day, Breakker pokonał Escobara, aby zachować tytuł; podczas walki Ziggler wtrącił się w imieniu Escobara, ale później wdał się w bójkę z Ciampą, która przeniosła się poza ring. W następnym tygodniu, Ziggler pokonał Ciampę i został pretendentem do mistrzostwa NXT. Walka została później zaplanowana na Roadblock, a Ciampa został dodany do walki po przypięciu Zigglera w tag team matchu 1 marca na odcinku NXT, co czyni go Triple Threat matchem. Przed Roadblock, Breakker stoczył swóją pierwszą walkę w głównym rosterze 7 marca na odcinku Raw, gdzie wraz z Ciampą pokonał Zigglera i Roberta Roode’a w zwycięskim pojedynku, gdy Breakker przypiął Zigglera.

### Imperium vs. MSK vs. The Creed Brothers
Na Vengeance Day, The Creed Brothers (Brutus Creed i Julius Creed) pokonali MSK (Nasha Cartera i Wesa Lee), aby wygrać Dusty Rhodes Tag Team Classic mężczyzn 2022, zdobywając sobie walkę o NXT Tag Team Championship, który był w posiadaniu przez Imperium (Fabian Aichner i Marcel Barthel). Walka została później zaplanowana na Roadblock. Przed walką Creed Brothers zostali tajemniczo zaatakowani i zostali zastąpieni przez MSK.

### Grayson Waller vs. LA Knight
Pod koniec 2021 roku, LA Knight rozpoczął feud z Graysonem Wallerem. 19 października na odcinku NXT, Knight pokonał Wallera, aby zdobyć prawo do poprowadzenia Halloween Havoc. Jednak na gali zarówno Waller, jak i Knight byli gospodarzami odcinka. 23 listopada na odcinku NXT, Waller przeszedł heel turn, krytykując fanów, a Knight przeszedł face turn. Również w tym samym odcinku, Knight został zaatakowany przez Wallera przed walką Knighta, co doprowadziło do bójki, która rozlała się za kulisami. Na WarGames 5 grudnia, drużyna Knighta przegrała z drużyną Wallera WarGames matchu. 14 grudnia na odcinku NXT, Knight został zaatakowany przez Wallera na parkingu. Knight powrócił 11 stycznia 2022 roku na odcinku NXT, gdzie zaatakował Wallera po walce tego ostatniego. W następnym tygodniu, Waller przedstawił Knightowi zakaz zbliżania się, który z kolei wyznaczył Wallera na walkę z Dexterem Lumisem. Waller wygrał po tym, jak „polityka ubezpieczeniowa” zaatakowała Lumisa. Na odcinku z 25 stycznia ujawniono, że „polisa ubezpieczeniowa” to Sanga. W następnym tygodniu, Knight przegrał walkę po interwencji Wallera i Sangi. Doprowadziło to do walki pomiędzy Knightem i Sangą na odcinku z 8 lutego, w którym Knight zwyciężył. Po walce, zamiast znieść zakaz zbliżania się, Waller zagroził, że Knight zostanie aresztowany za jego złamanie. Na Vengeance Day, Waller powiedział policji, aby aresztowała Knighta, stwierdzając, że zakaz zbliżania się został ustanowiony po ataku Knighta na Wallera po jego walce na odcinku z 11 stycznia, ale Knight pokazał materiał filmowy, na którym Waller złamał zakaz zbliżania się dwa tygodnie temu atakując Knighta. Waller następnie stwierdził, że zakaz zbliżania się jest nieważny. Następnie Knight wystawił Wallera i Sangę, co doprowadziło do zaplanowanej walki pomiędzy Wallerem i Knightem na odcinek z 22 lutego, w której Waller wygrał. Po walce Knight zaatakował Wallera i Sangę. Na odcinku z 1 marca, Knight wyzwał Wallera na Last Man Standing match, a Waller się zgodził. Walka została następnie zaplanowana na Roadblock.

## Wyniki walk
| Nr                                 | Wyniki | Stypulacje                                              | Czas  |
| ---------------------------------- | --- | ------------------------------------------------------- | ----- |
| 1                                  | Dakota Kai i Wendy Choo pokonały Corę Jade i Raquel González poprzez pinfall                                | Półfinał turnieju Women’s Dusty Rhodes Tag Team Classic | 10:42 |
| 2                                  | Fallon Henley pokonała Tiffany Stratton poprzez pinfall                                                     | Singles match                                           | 2:48  |
| 3                                  | Grayson Waller pokonał LA Knighta                                                                           | Last Man Standing match                                 | 16:01 |
| 4                                  | Io Shirai i Kay Lee Ray pokonały Kacy Catanzaro i Kayden Carter poprzez pinfall                             | Półfinał turnieju Women’s Dusty Rhodes Tag Team Classic | 7:59  |
| 5                                  | Imperium (Fabian Aichner i Marcel Barthel) (c) vs. MSK (Nash Carter i Wes Lee) zakończyło się bez rezultatu | Tag Team match o NXT Tag Team Championship              | 5:33  |
| 6                                  | Dolph Ziggler (z Robertem Roodem) pokonał Brona Breakkera (c) i Tommaso Ciampę poprzez pinfall              | Triple Threat match o NXT Championship                  | 12:24 |
| (c) – mistrz/mistrzyni przed walką | |                                                         |       |